# بنكسية إسفينية
بنكسية إسفينية (الاسم العلمي: Banksia cuneata) هي نوع نباتي يتبع جنس البنكسية من فصيلة البروطية.
البنكسية الإسفينية تعرف أيضا باسم بنكسية عود ثقاب هي نبات مزهر وهي من الأنواع المهددة بالانقراض. تستوطن جنوب غرب أستراليا الغربية، وتنتمي إلى ضرب يحوي جنس من ثلاثة أجناس من البنكسية ذات النورات أو الزهرات برؤوس على شكل قبة بدلا من خاصية المسمار التي تميز زهرة البنكسية. وهي شجيرة تصل إلى 5 أمتار (16 قدما) من الأرتفاع، ولها أوراق شائكة والورد زهري. والتسمية الشائعة بنكسية عود الثقاب تأتي بسبب شكل البراعم الفردية في مراحلها المتأخرة والتي تشبه أعواد الثقاب. يتم تلقيح هذا النوع من آكلات العسل (Meliphagidae).